# Lancia Medusa
El Lancia Medusa es un prototipo de automóvil de la marca italiana Lancia diseñado por la compañía Italdesign Giugiaro, que fue presentado en el año 1980 en el Salón del Automóvil de Turín. Este modelo fue realizado sobre la base mecánica y chasis del Lancia Montecarlo.

## Características
El Medusa abrió nuevos caminos en el campo de la aerodinámica, con un coeficiente de arrastre de 0,263. La rama de la investigación llevada a cabo por Giugiaro en modelos de yeso y posteriormente probadas en el túnel de viento, convirtió al Medusa en el automóvil con el mejor rendimiento aerodinámico, en ese momento, para un vehículo con mecánica de la serie.
Giugiaro apostó por un chasis con motor montado atrás, una solución que hizo posible mejorar el perfil de la parte frontal y para mantener el lateral del vehículo completamente liso, sin ningún tipo de elementos sobresalientes que puedan crear resistencia aerodinámica, como los espejos retrovisores que se han movido hacia atrás, las manillas de apertura de las puertas diseñadas para ser lo más planas posibles o las ventanillas ubicadas a ras del marco de la puerta.

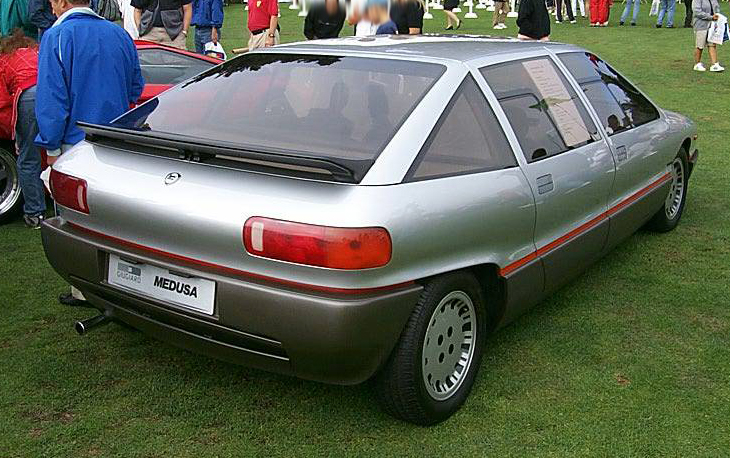
Vista posterior del Medusa.

El techo totalmente liso, sin canales laterales de goteo, fue una innovación para la época, de manera similar a los pasos de rueda completamente planos. El parachoques frontal, que consiste en un solo bloque de fibra de vidrio, realiza las funciones de guardabarros y de parrilla del radiador, mientras que los faros son escamoteables. Hay un pequeño alerón en la base de la luneta trasera.
La investigación en el espacio interior del habitáculo, en contraste con los requisitos aerodinámicos y la distribución del peso necesario para garantizar la economía de energía del vehículo, hizo posible alcanzar una altura de 1120 mm y una distancia entre el bloque de pedal y el respaldo del asiento trasero de 1800 mm, cotas consideradas amplias en función del tamaño exterior, pese a que el prototipo nunca fue presentado con el motor trasero.
Para mejorar la ergonomía, Giugiaro decidió adoptar un volante de dirección ajustable en altura que, de manera similar a los que ahora se utilizan en la F1, tenían todos los controles en el centro, eliminando la necesidad de quitar las manos para ajustar la radio y otros elementos.